# Tulumbaho
Tulumbaho is een bestuurslaag in het regentschap Nias van de provincie Noord-Sumatra, Indonesië. Tulumbaho telt 1902 inwoners (volkstelling 2010).